# Lou Grant
Lou Grant ist eine US-amerikanische Fernsehserie, die von 1977 bis 1982 von CBS ausgestrahlt wurde. Die Dramaserie war ein Ableger der Sitcom Mary Tyler Moore. Titelfigur Lou Grant war dort Chef der Fernsehnachrichten, nun leitete er die Lokalredaktion einer Zeitung in Los Angeles. In Deutschland waren zwischen Januar 1979 und Januar 1982 52 ausgewählte Folgen der Serie samstags um 18 Uhr im ZDF zu sehen.
Nach Wiederholungen einzelner Folgen im Programm des ZDF (1985) sowie von Sat.1 (1986–1987, 1988), TV.München (1989–1990), ProSieben (1990) und Tele 5 (1991–1992) strahlte der Sender VOX ab September 1993 alle bisher synchronisierten Episoden der Serie nochmals aus. Im Anschluss daran wurden mit Unterbrechungen bis Juli 1995 weitere Wiederholungen sowie 61 neue Folgen der Serie gezeigt. Diese 113 Episoden wurden später noch von TM3 (1997) und mehrfach von Tele 5 (2002–2004) wiederholt. Die fünfte Episode (Nazi) wurde in Deutschland nicht ausgestrahlt.

## Inhalt
Lou Grant ist seit Jahren Journalist und bekommt endlich seine große Chance. Nach langjähriger Arbeit beim Fernsehen in Minneapolis nimmt er eine Stelle in der Lokalredaktion der Los Angeles Tribune an. Jedoch steht die Zeitung ganz unter der Herrschaft der Besitzerin Margaret Pynchon. Besonders Lou Grant bekommt das zu spüren. Es vergeht kaum ein Tag, an dem er nicht mit der eigensinnigen Dame aneinandergerät, aber Grant kann sich letztlich meistens durchsetzen. Zusammen mit seinem Team gelingt es ihm, die Los Angeles Tribune zu einer der erfolgreichsten Zeitungen der Stadt zu machen.

## Besetzung
| Rolle                   | Darsteller     | Synchronsprecher                                                                   |
| ----------------------- | -------------- | ---------------------------------------------------------------------------------- |
| Lou Grant               | Ed Asner       | Heinz Theo Branding (1. Fassung) Hans-Werner Bussinger (2. Fassung)                |
| Charles Hume            | Mason Adams    | Horst Schön (1. Fassung) Gerhard Paul (2. Fassung)                                 |
| Joe Rossi               | Robert Walden  | Andreas Mannkopff                                                                  |
| Margaret Pynchon        | Nancy Marchand | Tilly Lauenstein                                                                   |
| Billie Newman McCovey   | Linda Kelsey   | Karin Buchholz                                                                     |
| Art Donovan             | Jack Bannon    | Claus Jurichs (1. Fassung) Hans-Jürgen Wolf (2. Fassung)                           |
| Herb Herbert („Bestie“) | Daryl Anderson | Ulrich Gressieker                                                                  |
| Adam Wilson             | Allen Williams | Uwe Paulsen (Staffel 2) Roman Kretschmer (Staffel 3) Gerald Paradies (Staffel 4–5) |

## Auszeichnungen
Die Serie wurde mit insgesamt dreizehn Emmy-Awards und zwei Golden Globe Awards ausgezeichnet. Insgesamt gab es 26 Auszeichnungen und weitere 61 Nominierungen. Zu den weiteren Auszeichnungen zählten unter anderem drei DGA Awards und ein WGA Award.

## DVD-Veröffentlichung
Eine deutschsprachige Version der Staffel 1 wurde am 6. Oktober 2023 von Pidax Film auf DVD veröffentlicht. Die DVD-Box enthält auch die in Deutschland nie gezeigte Episode 5 (Nazi) in der englischsprachigen Originalfassung mit deutschen Untertiteln.
Staffel 2 wurde am 23. November 2023, Staffel 3 am 25. Januar 2024, Staffel 4 am 25. April 2024 und Staffel 5 am 23. Mai 2024 veröffentlicht.